# The Lion Standing in the Wind
The Lion Standing in the Wind (風に立つライオン?, Kaze ni tatsu raion, lett. "Il leone in piedi nel vento") è un film del 2015 diretto da Takashi Miike.